# Мангала Шарма
Мангала Шарма (англ. Mangala Sharma; род. 1969, Циранг, Бутан) — правозащитница из Бутана, первый лауреат премии фонда «Джинета Саган» в 1997 году.

## Биография
Мангала Шарма была изгнана из страны в марте 1992 года, после того как выступила против политики дискриминации, проводимой правительством Бутана в отношении этнических меньшинств, известных как лхоцампа.
В эмиграции она сформировала среди беженцев из Бутана организацию самопомощи по оказанию помощи пострадавшим беженцам из Бутана. Филиалы её организации представлены во всех лагерях бутанских беженцев в Непале.
В 2000 году Шарма получила убежище и переехала в США. В США она создала сеть для женщин-беженцев, центр которой находится в Джорджии. В ноябре 2007 года Мангала Шарма переехала в Миннесоту, где создала нирвана-центр для оказания помощи семьям переселенцев.